# Sant Martí de Caregue
Sant Martí de Caregue és l'església parroquial del poble de Caregue, en el terme municipal de Rialb, a la comarca del Pallars Sobirà. Pertanyia a l'antic terme del mateix nom. Està situada fora del nucli de població de Surp, a uns 70 metres al sud-est. Té al costat sud-oest el cementiri de Surp. D'aquesta parròquia depenia la sufragània de Santa Coloma d'Escàs i el santuari de Caregue de la Mare de Déu de la Muntanya.
Església de planta rectangular i capçalera d'igual forma a ponent, i façana a orient, on s'obre la porta d'arc de mig punt i una petita rosassa. Al costat meridional de la façana, s'aixeca la torre campanar de secció quadrada tot adoptant un perfil octogonal a partir del nivell de la coberta i està coronada per un xapitell de llicorella, material també emprat en la coberta a dues aigües de la nau. En els paraments apareixen arrebossats.